# آل ماسينو
آل ماسينو (بالإنجليزية: Al Masino)‏ مواليد 5 فبراير 1928 - الوفاة 16 أغسطس 2006، مدرب كرة سلة أمريكي ولاعب. بدأ مسيرته الاحترافية في سنة 1950. بلغ طوله 5 قدم 10 بوصة (1.8 م). اعتزل اللعب في 1954.

## المسيرة الاحترافية
لعب مع أتلانتا هوكس في موسم 1952–53 ، ثم لعب مع سكرامنتو كينغز في موسم 1953–54 ، ثم لعب مع فيلادلفيا سفنتي سيكسرز في موسم 1953–1954.

## روابط خارجية
- آل ماسينو على موقع إن بي أي (الإنجليزية)
- آل ماسينو على موقع سبورتس رفرنس (الإنجليزية)
- آل ماسينو على موقع ريلجم (الإنجليزية)
- آل ماسينو على موقع بروبوليرز (الإنجليزية)